# Hamlin (Texas)
Hamlin è un centro abitato degli Stati Uniti d'America, situato nella contea di Fisher dello Stato del Texas.
La popolazione era di 2.124 persone al censimento del 2010.

## Geografia fisica
Hamlin è situata a 32°53′12″N 100°07′31″W (32.886690, -100.125207). Secondo lo United States Census Bureau, ha un'area totale di 5,3 miglia quadrate (13.8 km²).

## Società

### Evoluzione demografica
Secondo il censimento del 2000, c'erano 2.248 persone, 924 nuclei familiari e 623 famiglie residenti nella città. La densità di popolazione era di 422,4 persone per miglio quadrato (163,1/km²). C'erano 1.090 unità abitative a una densità media di 204,8 per miglio quadrato (79,1/km²). La composizione etnica della città era formata dal 79,58% di bianchi, il 6,23% di afroamericani, lo 0,22% di nativi americani, lo 0,71% di asiatici, lo 0,04% di isolani del Pacifico, l'11,48% di altre razze, e l'1,73% di due o più etnie. Ispanici o latinos di qualunque razza erano il 20,69% della popolazione.
C'erano 924 nuclei familiari di cui il 29,5% aveva figli di età inferiore ai 18 anni, il 52,7% erano coppie sposate conviventi, il 10,8% aveva un capofamiglia femmina senza marito, e il 32,5% erano non-famiglie. Il 31,6% di tutti i nuclei familiari erano individuali e il 18,6% aveva componenti con un'età di 65 anni o più che vivevano da soli. Il numero di componenti medio di un nucleo familiare era di 2,39 e quello di una famiglia era di 3,00.
La popolazione era composta dal 25,7% di persone sotto i 18 anni, il 6,8% di persone dai 18 ai 24 anni, il 22,9% di persone dai 25 ai 44 anni, il 22,7% di persone dai 45 ai 64 anni, e il 21,9% di persone di 65 anni o più. L'età media era di 41 anni. Per ogni 100 femmine c'erano 87,3 maschi. Per ogni 100 femmine dai 18 anni in giù, c'erano 78,9 maschi.
Il reddito medio di un nucleo familiare era di 25.873 dollari, e quello di una famiglia era di 33.667 dollari. I maschi avevano un reddito medio di 25.887 dollari contro i 16.350 dollari delle femmine. Il reddito pro capite era di 13.308 dollari. Circa il 13,7% delle famiglie e il 20,7% della popolazione erano sotto la soglia di povertà, incluso il 27,6% di persone sotto i 18 anni e il 21,2% di persone di 65 anni o più.